# Порта Маджоре
Порта Маджоре (Porta Maggiore) или „Голямата порта“ или врата e сред 18-те големи входа на град Рим.
Построена е през 52 г. от император Клавдий, който построява Аква Клавдия, за да подобри водоснабдяването на Рим.
През 3 век се построява Стената на Аврелиан, в която се интегрира и Порта Маджоре.
Първо се казва Porta Praenestina, но през Средновековието поклонниците я наричат Порта Маджоре, понеже е най-бързият път до църквата Санта Мария Маджоре.